# André Devambez
Pour les articles homonymes, voir Devambez (homonymie).
André Devambez, né le 26 mai 1867 à Paris et mort dans la même ville le 18 mars 1944, est un peintre et illustrateur français.

## Vie et œuvre

### Biographie
Né en 1867, André Devambez est le fils du graveur, imprimeur et éditeur Édouard Devambez, fondateur de la Maison Devambez à Paris. À sa naissance dans le 1er arrondissement, son père a vingt-trois ans et sa mère vingt-deux. 
André grandit dans une ambiance artistique et décide très jeune de devenir un artiste. Dès son plus jeune âge, André Devambez travaille également avec son père. Ils conçoivent dans l’atelier du passage des Panoramas, où se situe la Maison Devambez, papiers à lettres, menus, impressions artistiques et diverses publicités, tous animés d’un fourmillement de vie qui font le succès de la Maison. Il étudie à l'École des Beaux-Arts de Paris dans l'atelier du peintre Benjamin Constant, et reçoit aussi des conseils de Gabriel Guay et de Jules Lefebvre à l’académie Julian.
Il expose au Salon des artistes français dès 1889 et y obtient une médaille de 2e classe en 1898, année où il passe en hors-concours.
Membre du jury du Salon des artistes français, il obtient le grand prix de Rome en peinture de 1890 et se lie d'amitié avec le peintre Adolphe Déchenaud dont il fait le portrait lors de son séjour à la Villa Médicis.
il est fait chevalier de la Légion d'honneur en 1911 et est élu à l'Académie des beaux-arts le 7 décembre 1929 en replacement d'Henri Gervex.
Il est chef d'atelier de peinture à l'école nationale supérieure des beaux-arts de 1929 à 1937.
Il meurt le 18 mars 1944 en son domicile  au no 19 avenue d'Orléans dans le 14e arrondissement de Paris, et est inhumé au cimetière du Père-Lachaise (42e division).

### Le peintre

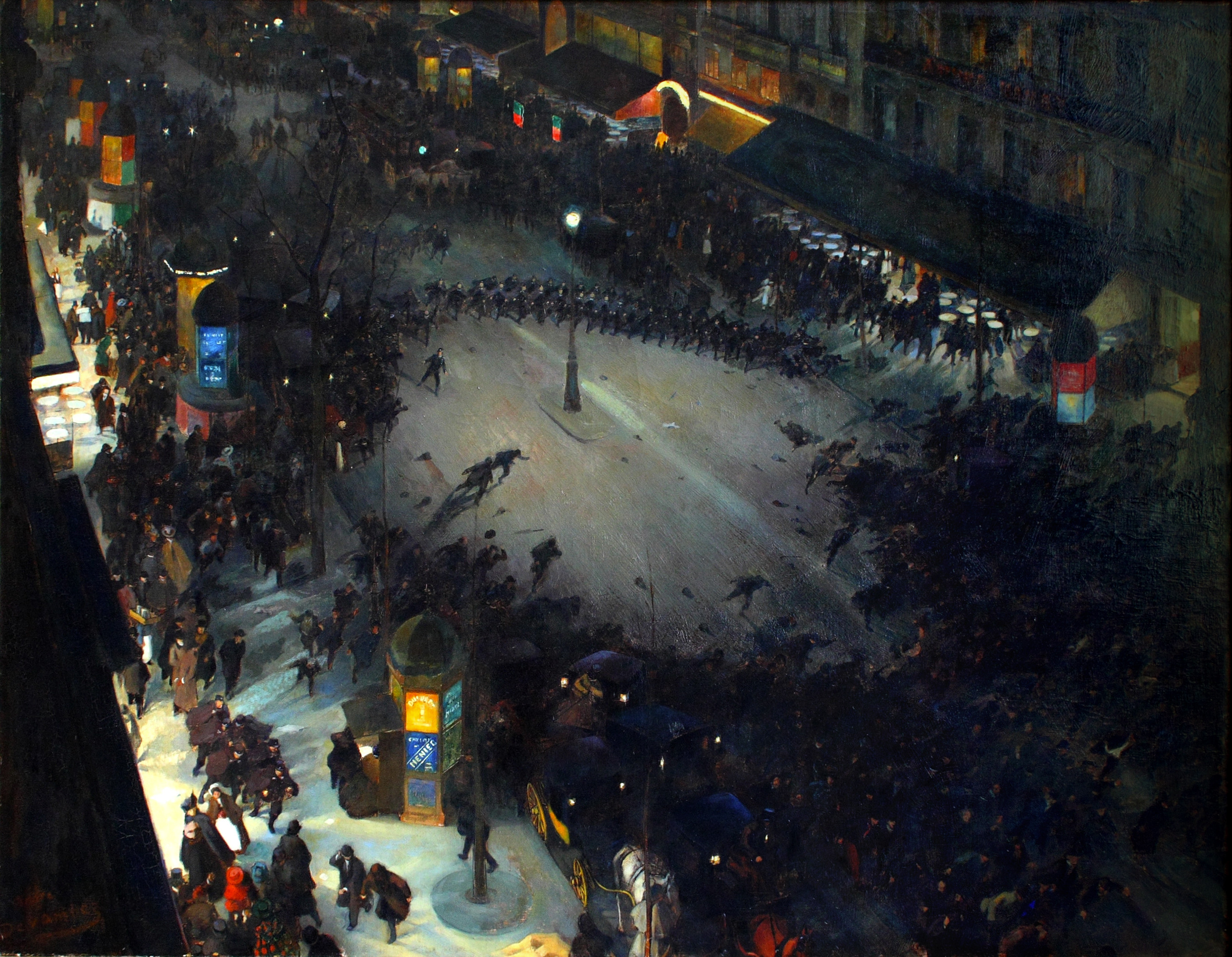
La Charge (1902-1903), Paris, musée d'Orsay.

Devambez oriente son art vers les représentations de scènes de la vie moderne. Le musée d’Orsay à Paris conserve neuf de ses œuvres, dont son tableau le plus connu, La Charge. Cette scène de rue dramatique, peinte en 1902, montre la violente confrontation entre la police et les manifestants sur le boulevard Montmartre, vue de la fenêtre d'un étage élevé. Cette perspective plongeante se retrouve régulièrement dans l’œuvre de Devambez.
Très caractéristiques aussi sont ses « tous-petits », des tableaux peints sur bois en petit format.
En 1910, il est invité à réaliser des panneaux décoratifs pour la nouvelle ambassade de France à Vienne. Il choisit comme thème les inventions de son temps, peignant le métro, un omnibus, un avion, un aéroplane.

### Le dessinateur et graveur
André Devambez produit un nombre considérable de dessins, y compris un album de douze eaux-fortes, issues d’un tirage limité à 150 exemplaires en 1915. Les douze gravures de cet album représentent des scènes de la Première Guerre mondiale, aux titres suivants : Le Froid, Les Trous d’obus, Le Bouclier, L’Incendie, Un Schrapnell, La Pluie, L'Espionne, Les Otages, Gare la Marmite, Les Réserves, Le Charbon, Le Fou. 

### L'illustrateur
Devambez écrit et illustre aussi des livres. Auguste a mauvais caractère (1913) est un livre pour enfants avec ses illustrations coloriées à la main par le maître du pochoir stencil technique, Jean Saudé. Les illustrations originales sont présentées à une exposition l’année suivante au palais de Glace. C'est le premier d’un grand nombre de livres pour enfants, Histoire de la petite Tata et du gros patapouf, Les Aventures du Gros Patapouf et Les Aventures du Capitaine Mille-Sabords. Ces histoires trouvent peut-être leur origine dans celles qu' André Devambez  racontait à ses deux enfants[Interprétation personnelle ?], Pierre (1902-1980) qui deviendra archéologue et conservateur des antiquités grecques et romaines du Louvre, et Valentine (1907-2003), qui sera artiste et professeur de dessin.
André Devambez illustre également des ouvrages d'Émile Zola (La Fête à Coqueville), Charles Le Goffic (Le poilu a gagné la guerre, 1919), et Claude Farrère (Les Condamnés à mort). 
Devambez collabore comme illustrateur pour Le Figaro illustré, Le Rire, et L'Illustration.

### Postérité
Tombé relativement dans l'oubli, il est remis à l'honneur en 1988 par une  exposition au musée de Beauvais (donation du fonds d'atelier) et surtout par celle organisée, en 2022, par le musée des beaux-arts de Rennes et le Petit Palais de Paris (du 9 septembre 2022 au 5 février 2023).

## Œuvres

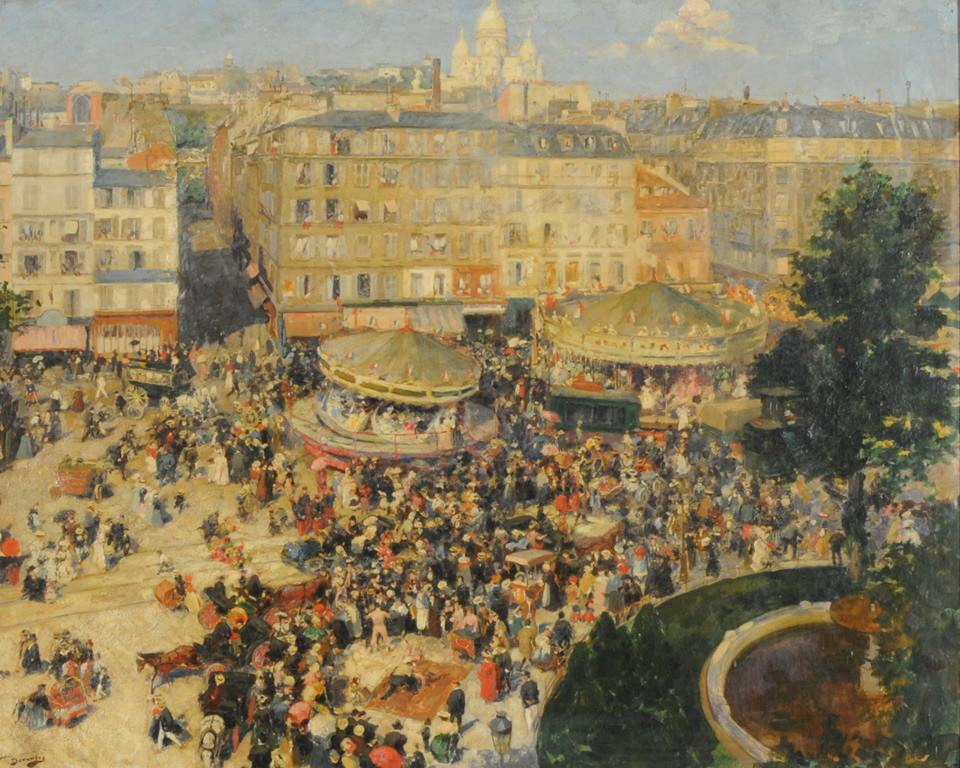
La Place Pigalle, Buenos Aires, musée national des Beaux-Arts d'Argentine.

## Collections publiques
- Argentine
  - Buenos Aires, musée national des Beaux-Arts d'Argentine : La Place Pigalle, huile sur toile[14].

- Canada
  - Québec (ville), musée national des beaux-arts du Québec : Les Trois Vieillards, huile sur toile[15].

- France
  - Beauvais, Musée de l'Oise : Pierre et Valentine, 1920ca
  - Fécamp, musée des Terre-Neuvas et de la pêche : Plage d'Yport, huile sur bois[16].
  - Le seul oiseau qui vole au-dessus des nuages (1910), Paris, musée d'Orsay.Paris :

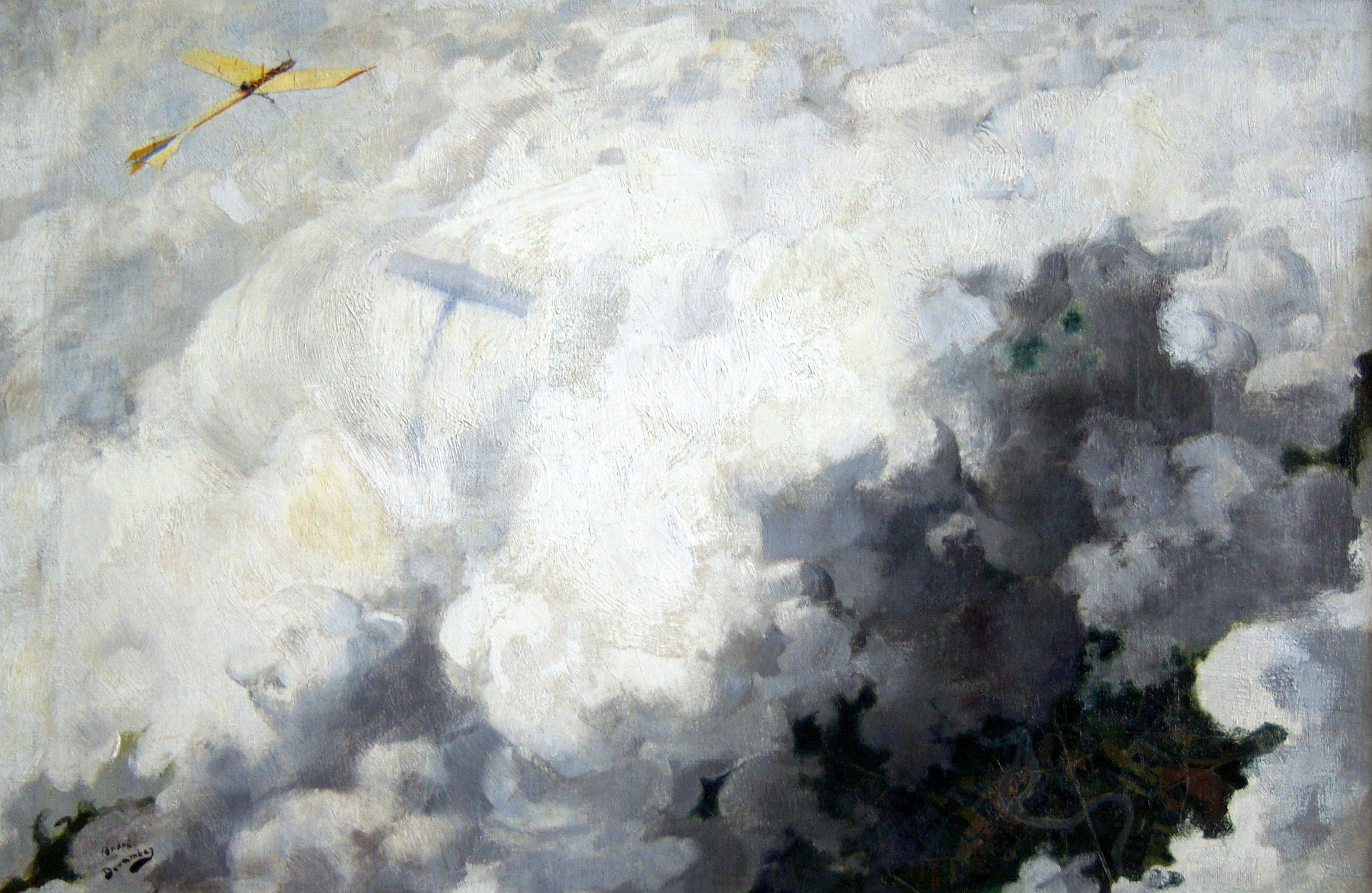
Le seul oiseau qui vole au-dessus des nuages (1910), Paris, musée d'Orsay.

    - musée de l'Armée : Verdun, 1917, huile sur toile .
    - Petit Palais : Impressions artistiques, 1905 et Les Macrobes, 1909[17].
    - musée d'Orsay :
      - Concert Colonne, huile sur toile[18]
      - La Charge, vers 1902, huile sur toile[19];
      - Le seul oiseau qui vole au-dessus des nuages, 1910, huile sur toile[20];
      - Portrait de Paul Léon, 1933, huile sur toile[21]
      - André-Marius Aillaud et Jacques Pierre, 1937, huile sur toile[22].

  - Saint-Quentin, musée Antoine Lécuyer : La Pensée aux Absents, 1927, triptyque, huile sur toile pour le panneau central .

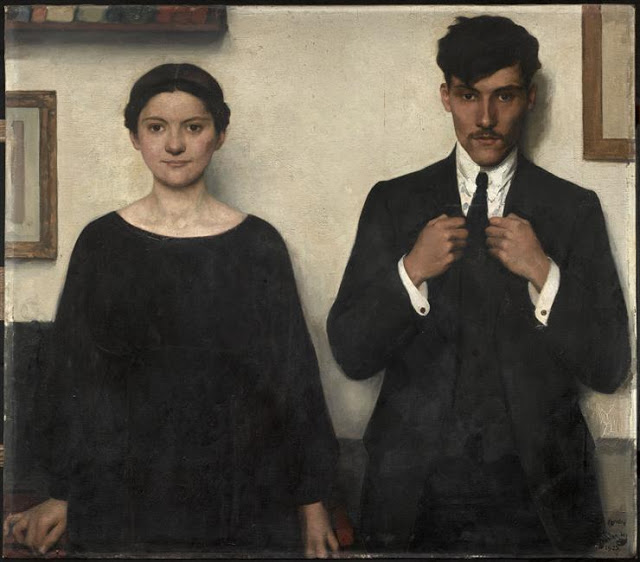
Pierre et Valentine, 1920ca - Musée de l'Oise, Beauvais

  - Pierre et Valentine, 1920ca - Musée de l'Oise, BeauvaisRennes, musée des beaux-arts : Exposition universelle de 1937
  - Versailles, collections de l'établissement public du château, du musée et du domaine : 
    - La Barricade, Commune de Paris, mai 1871, 1911, huile sur toile[23] ;
    - Philippe Pétain, maréchal de France, 1932, huile sur toile[24].

Collection privée
- Le Guet-apens, gouache sur toile, 11 × 9 cm, Galerie Antoine Laurentin[25]

## Distinctions
En 1899, André Devambez est élu membre de la Société des artistes français, Salon dans lequel il a l’habitude d’exposer. Il est nommé professeur à l'École nationale supérieure des Beaux-Arts et est élu à l'Institut en 1930. En 1934, il est nommé peintre officiel du ministère de l'Air.
Il est promu commandeur de la Légion d'honneur en 1938.

## Réception critique
Arsène Alexandre, du journal Le Rire, écrit en 1913 : « Devambez nous livre un spectacle extrêmement vivant et toujours imprévu, bien qu’il soit emprunté à la réalité la plus stricte. Devambez fait non seulement du fantastique avec le réel, mais il fait aussi du réel avec le fantastique. »

## Élèves notables
- François Baboulet (1914-2010)
- Jean Cluseau-Lanauve (1914-1997)
- Maurice Buffet
- Jean Even
- René Marcel Gruslin
- Pierre Robert Lucas
- Jean-Denis Maillart
- André Maire
- Jean Rigaud